# Leggi di Gortina

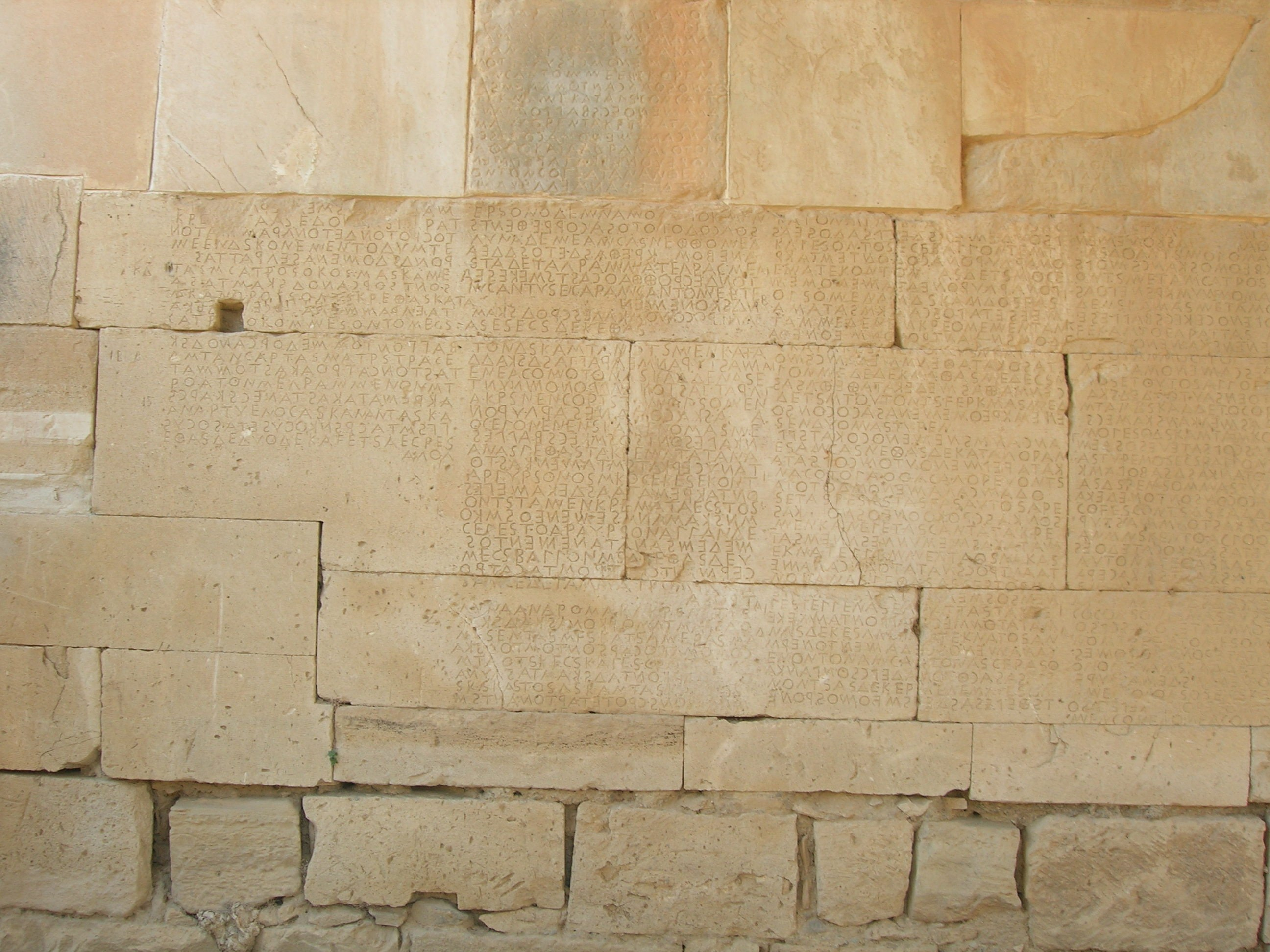
Epigrafe con le leggi di Gortina

Le leggi di Gortina sono un complesso di norme dell'antica Grecia, scritte in una grande epigrafe greca risalente al VI-V secolo a.C., rinvenuta nel 1884 a Gortyna (isola di Creta) da una missione archeologica italiana guidata da Federico Halbherr.

## L'epigrafe
I blocchi di marmo su cui era stata incisa l'iscrizione, in scrittura bustrofedica, erano stati riutilizzati in età imperiale romana per la costruzione dell'odéon di Gortina. Si presume che l'epigrafe, in dialetto dorico, sia stata incisa fra la fine del VI e l'inizio del V secolo a.C.

## Storia

### Costituzione di Gortina
Nell'XI secolo a.C. i Dori occuparono interamente l'isola di Creta, dove nei secoli precedenti era fiorita la raffinata civiltà minoica. La costituzione di Gortina, a carattere aristocratico come quella spartana di cui quella cretese fu forse il modello, prevedeva un governo collegiale di dieci cosmi, magistrati appartenenti alla nobiltà corrispondenti ai cinque efori spartani i quali governavano la città con l'assistenza della gerusia, un consiglio di anziani scelti fra gli ex cosmi.

### Le leggi familiari
Il contenuto dell'epigrafe riguarda soprattutto il diritto di famiglia. La struttura familiare delineata nell'epigrafe non è più quella patriarcale delle epoche precedenti, dove i diritti delle donne erano pressoché inesistenti. A Gortina le donne, pur contraendo il matrimonio solo dopo la scelta del marito da parte del pater familias, godevano tuttavia di diritti patrimoniali: potevano ereditare il patrimonio familiare e in parte amministrarlo autonomamente. Anche se il diritto è fondamentalmente tradizionale, come nelle età precedenti, le leggi contemplano la possibilità della circolazione monetaria.  Da ciò si è inferito che le leggi risalgano agli ultimi decenni del VI secolo a.C. o i primi del V secolo a.C., quando a Creta venne introdotta la moneta. Secondo molti studiosi le epigrafi costituirebbero quindi una innovazione legislativa. Le leggi di Gortina presentano numerose analogie con il diritto di numerose poleis, e pertanto sono servite per la ricostruzione del diritto civile nella Grecia del V secolo a.C., sebbene numerosi passi mostrino come la società che le abbia prodotte, per il prevalere di società primarie (la famiglia, la fratria) avesse istituzioni più arcaiche rispetto alla polis.